# Magazin (Waffentechnik)

v. l. n. r.:
einreihiges Magazin
zweireihiges Magazin, single-feed
zweireihiges Magazin, double-feed

Das Magazin bei Schusswaffen ist ein austauschbarer oder eingebauter Behälter für mehrere Patronen, der für Munitionszuführung und Munitionsvorrat genutzt wird. Je nach Waffenart, Kapazität und Munitionstyp existieren viele unterschiedliche Varianten von Magazinen. Die Hauptaufgabe von Schusswaffenmagazinen ist die Bereitstellung von Munition für den Betrieb der Waffe. Wechselmagazine erleichtern das Nachladen von weiteren Patronen. 

## Entstehungsgeschichte

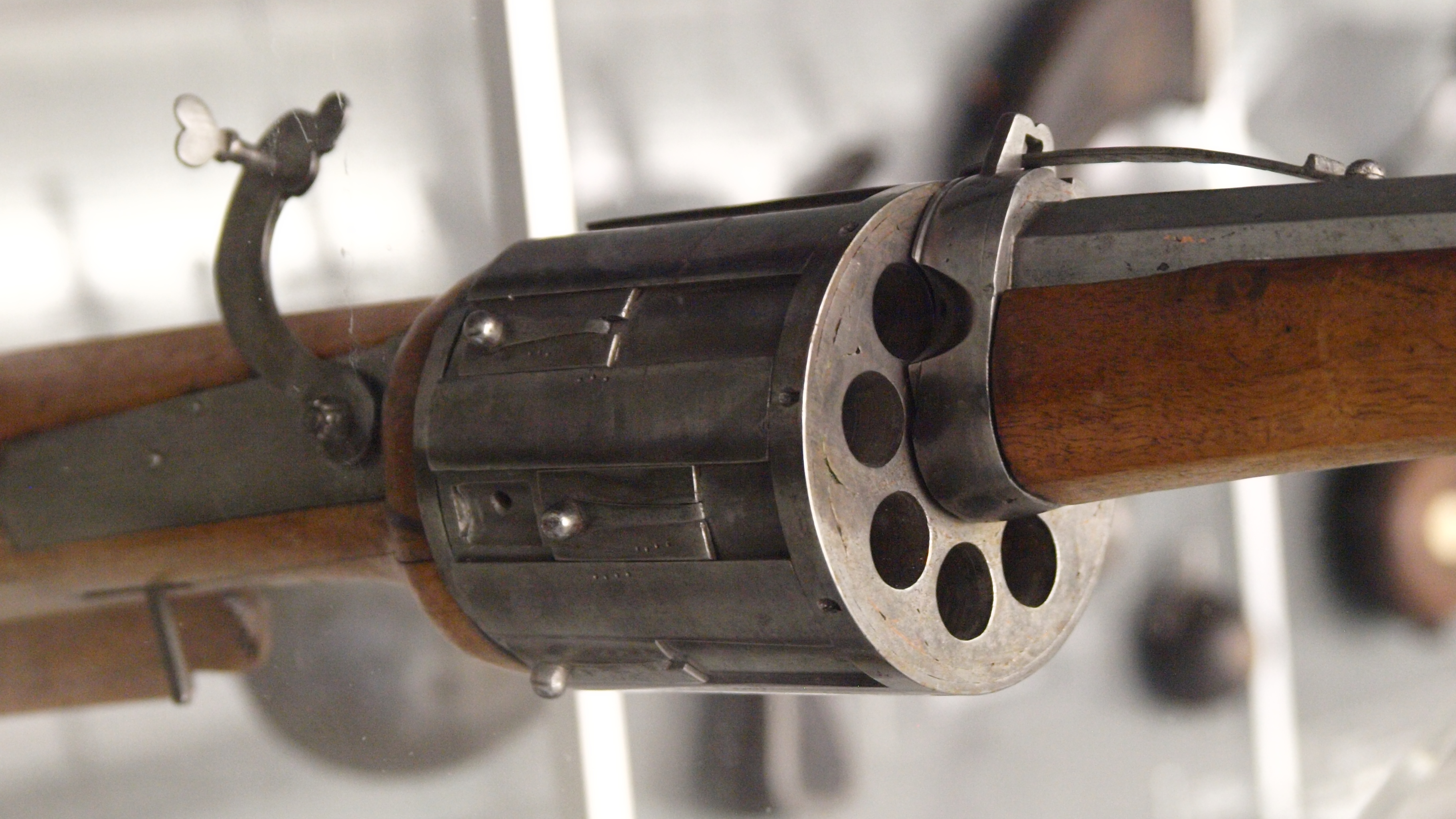
Detail eines achtschüssigen Luntenschlossrevolvers von 1580

Mehrschüssige Feuerwaffen waren bereits bei den frühen Entwicklungen der Schusswaffen bekannt und führten von doppelläufigen Systemen bis zu Laufbündeln und Reihenanordnungen von Schusswaffenläufen. Diese Waffenarten sind trotz ihrer Mehrschüssigkeit als Einzellader klassifiziert. 
- Die Trommel als Ladevorrichtung und Patronenlager wurde bereits in den Entwicklungsreihen von Luntenschlossbüchsen und -revolvern sowie bei Nachfolgesystemen mit Steinschloss, Radschloss, und Perkussionszündung bekannt. Die Trommel von Revolvern kann auch mit Patronen geladen werden oder für Projektile von Luftdruckwaffen genutzt werden. Die Trommel zählt nicht zu den Magazinen und darf nicht mit der Bauart des Trommelmagazins verwechselt werden.

- Das Kastenmagazin ermöglichte nach der Erfindung von Metallpatronen mehrere Schüsse ohne Nachladen mit Gewehren und Pistolen.

- Das Wechselmagazin ist eine Folgeentwicklung der Kastenmagazine.

## Bauarten
Die Konstruktionsart der Kastenmagazine hat sich seit Beginn des 20. Jahrhunderts nicht mehr wesentlich verändert. Bei den Wechselmagazinen wurden im 20. und 21. fortlaufend neue Entwicklungen bekannt, deren Hauptziele bei Kapazitätsanpassungen, Handhabungserleichterung und Funktionssicherheit zu finden sind. 
Konstruktiv haben die meisten Magazine Gemeinsamkeiten zu Federn und Zuführrampen. Zur Anordnung der Patronen wurden unterschiedliche Reihenformen entwickelt, bei denen die Patronen meist nebeneinander, seltener hintereinander wie beim Röhrenmagazinen gespeichert sind. 

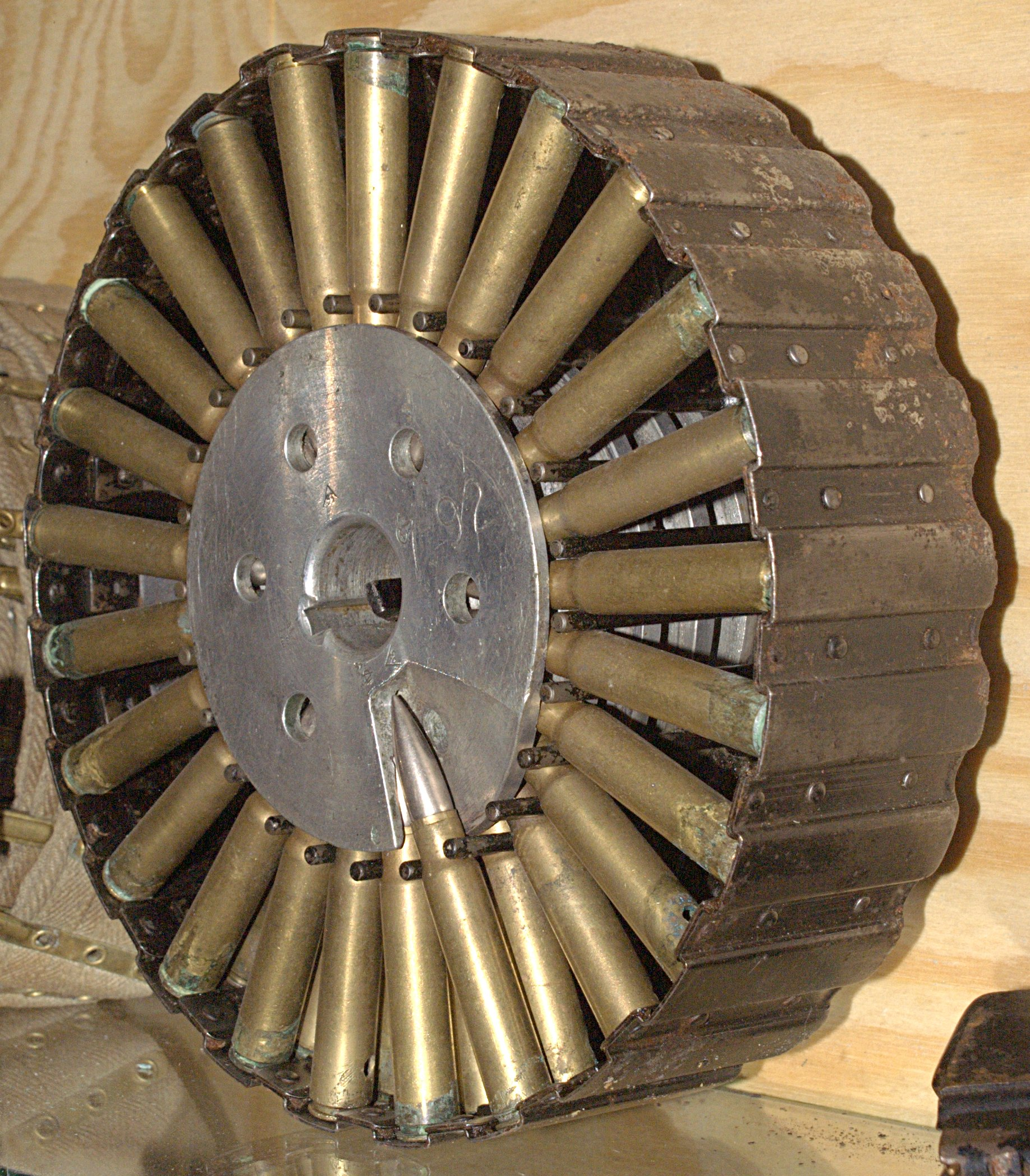
Teller- magazin
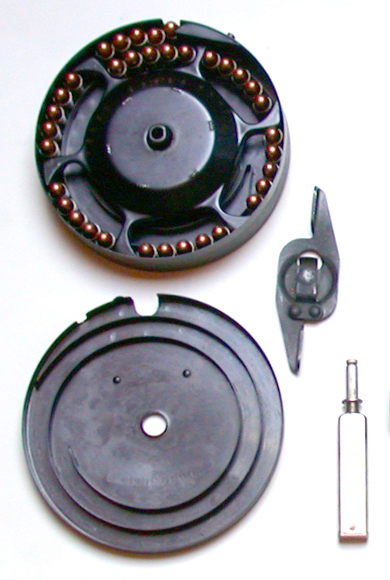
Trommel- magazin
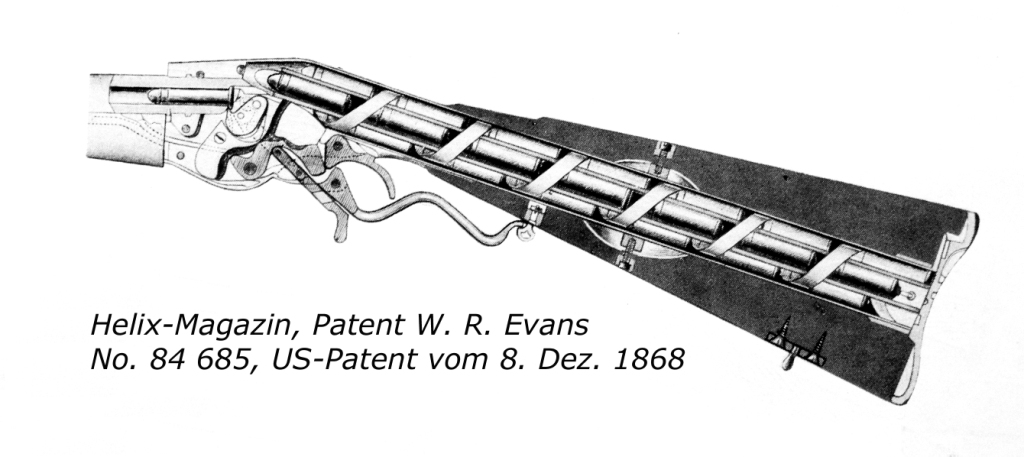
Seltenes Helix-Magazin
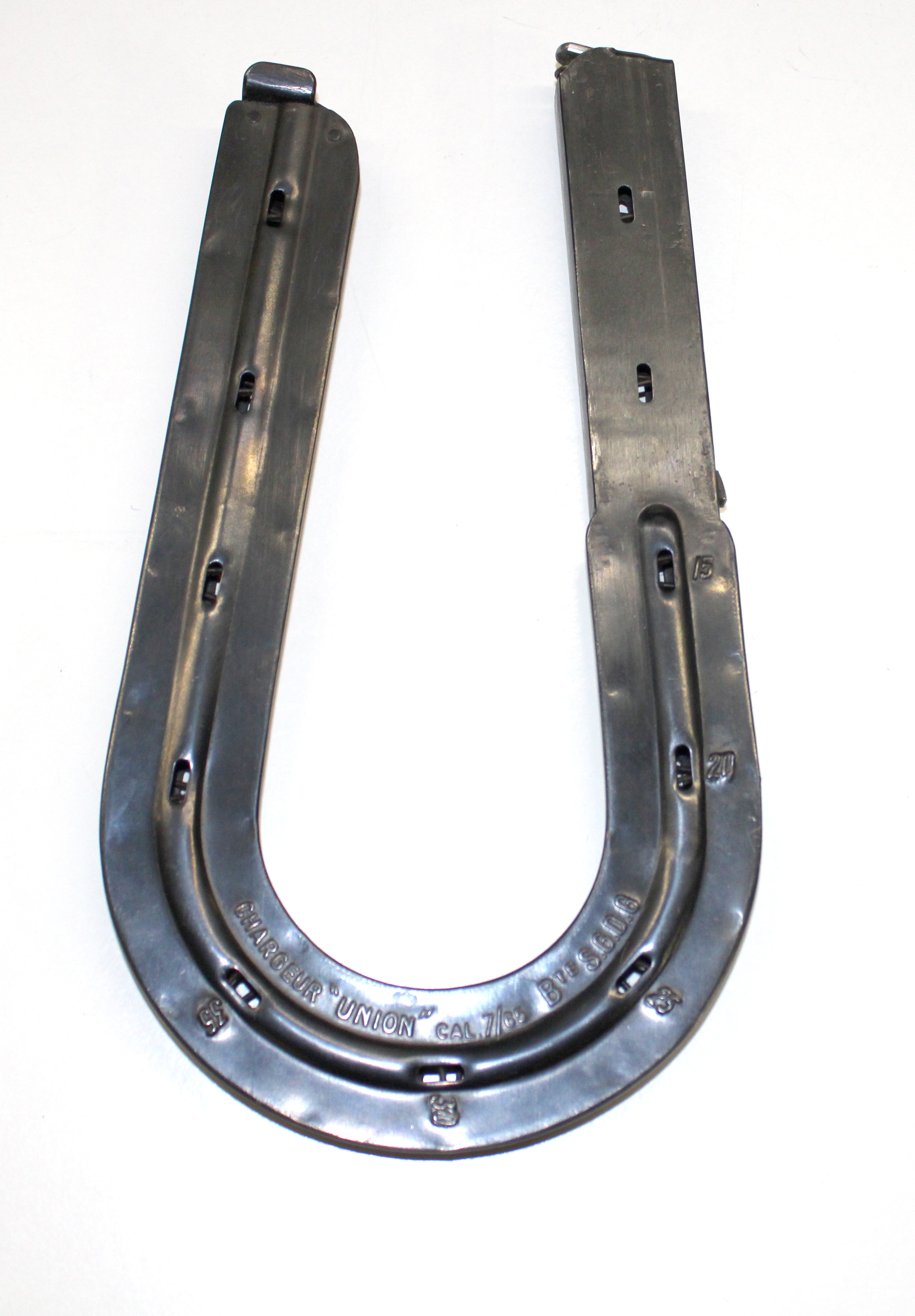
Magazin in Hufeisen- form
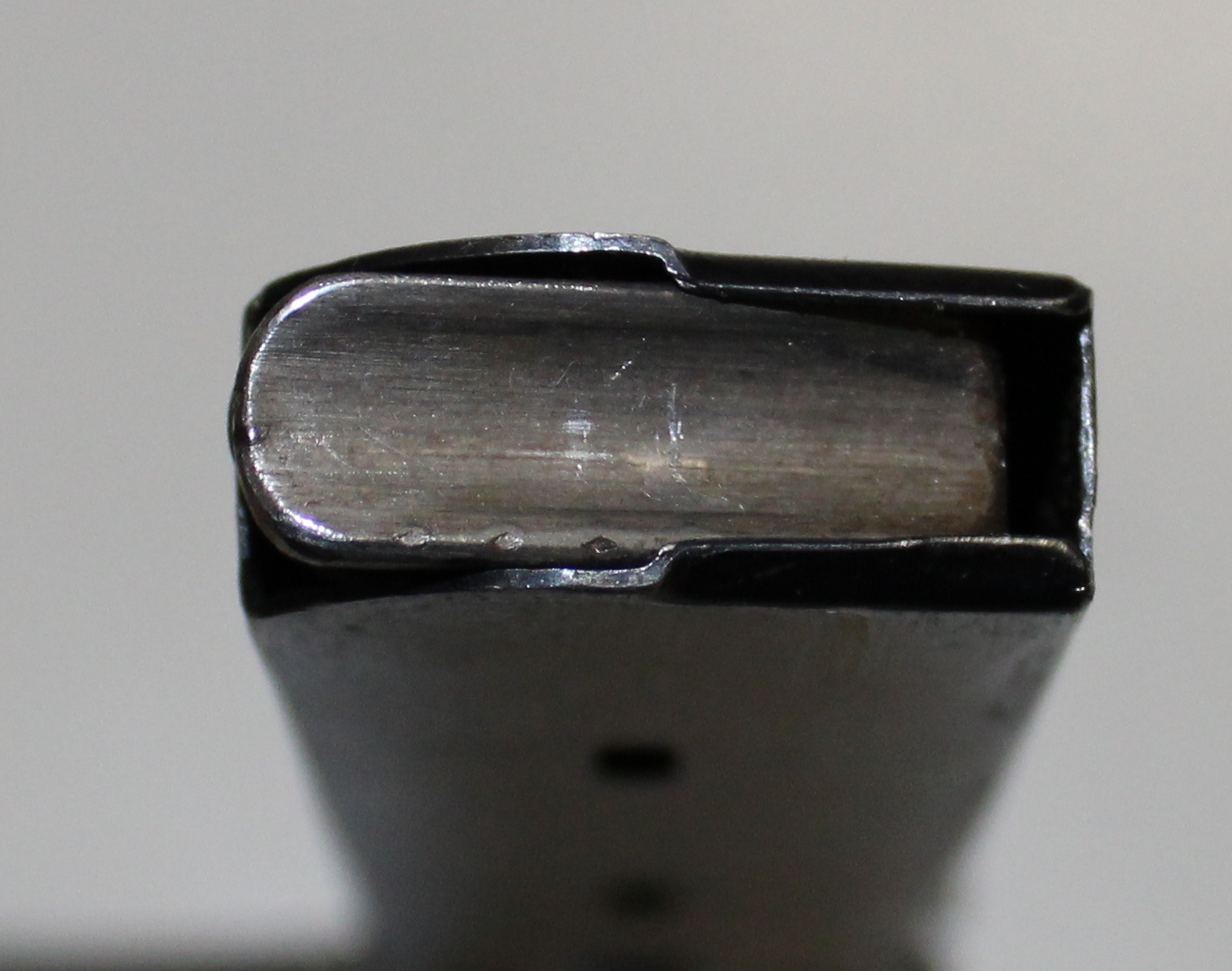
Laderampe bei einem Stangenmagazin
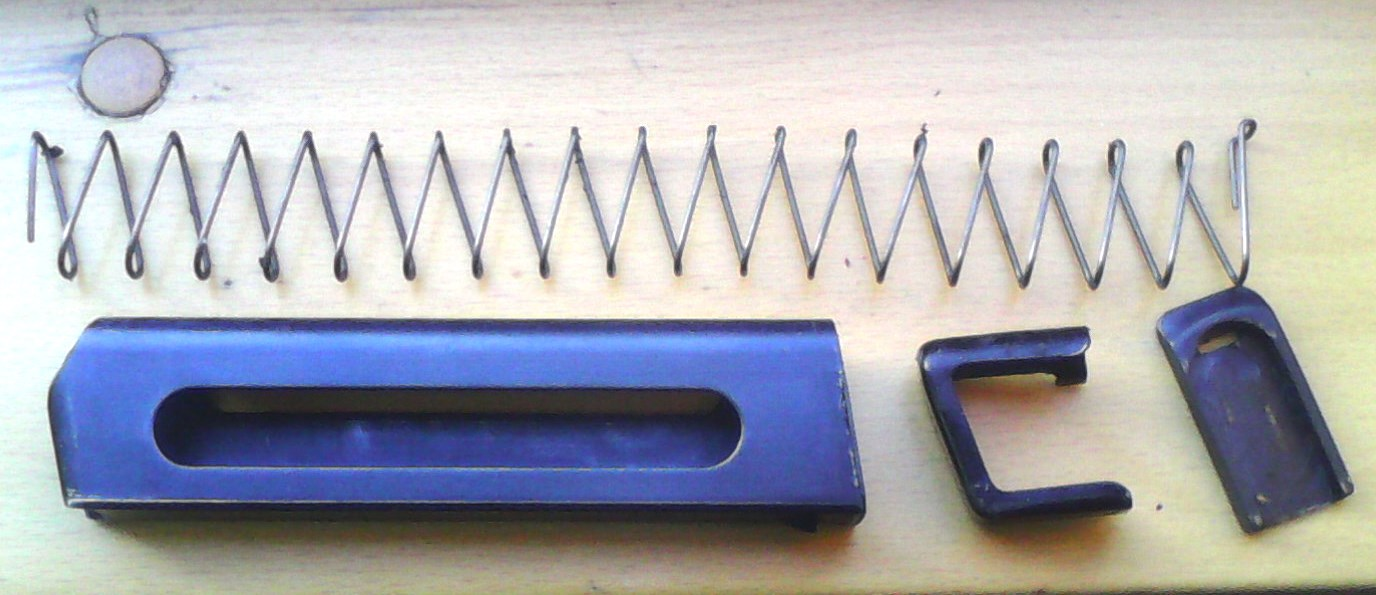
Bauteile eines Stangenmagazins

Nachfolgend die Beschreibung mehrerer Magazinarten.

## Kastenmagazin
Das Kastenmagazin wird vor allem in militärischen und jagdlichen Repetiergewehren verwendet. Im Gegensatz zu dem in solchen Waffen fest integrierten Magazinkasten kann es entfernt werden. Die Patronen werden darin meist zweireihig gelagert, das Fassungsvermögen variiert in der Regel zwischen vier und zehn Patronen. Kastenmagazine geringer Kapazität für konische Patronen werden oft als Trapezmagazin ausgeführt. Dabei ist das Magazin vorne und hinten gerade (wie beim Stangenmagazin), der Boden liegt hinten jedoch tiefer als vorne und die Seitenwände sind der Patronenform angepasst. Diese Magazine werden meist verwendet, wenn nicht mehr als zehn Patronen geladen werden.

## Stangenmagazin
Das Stangenmagazin ist die gebräuchlichste Form des Magazins bei Selbstladern. Es findet vor allem in Pistolen mit Kapazitäten zwischen 5 und 40 Patronen Verwendung. Die Patronen sind hierbei in einer bzw. zwei oder vier Reihen angeordnet und werden durch eine Feder in den Laderaum bzw. zum Verschluss gedrückt.
Stangenmagazine werden in ein- oder zweireihige Magazine unterteilt, aus Kapazitätsgründen werden bei Gebrauchswaffen heutzutage vorwiegend zweireihige Magazine verwendet, es gab jedoch auch schon drei- oder vierreihige Magazine wie bei der in der Schweiz eingeführten Mp-43-Suomi-Maschinenpistole (siehe auch Kugelpackungen).
Magazine bestehen aus Stahl, Aluminium oder Kunststoff. Im Magazingehäuse befindet sich eine Feder, an deren oberen Ende das Magazinzubringerstück sitzt. Es drückt die Patronen gegen die Magazinlippen, die den oberen Rand des Magazingehäuses bilden. Zwischen diesen Lippen positioniert, wird die Munition durch den Verschluss in das Patronenlager gedrückt. Bei zweireihigen Magazinen können die Patronen genau mittig zwischen den Magazinlippen (engl. single-feed) oder zweireihig (engl. double-feed) zugeführt werden. Erstere sind schwieriger zu laden und aufgrund der höheren Reibung anfälliger für Ladehemmungen. Den unteren Abschluss des Magazins bildet der Magazinboden. Bei einigen Waffen ist er verlängert, um die Waffe besser greifen zu können, oder aber gummiüberzogen, damit das Magazin nicht beschädigt wird, falls es auf den Boden fällt. Damit das Magazin nicht aus der Waffe fällt, wird es meist durch einen zur Waffe gehörigen Stift gehalten, der durch ein Bedienelement an der Waffe zurückgezogen werden kann. Bei Waffenkonstruktionen mit Magazin im Griff drückt oft auch eine Feder einen Halter über den Magazinboden.

## Kurvenmagazin
Das Kurvenmagazin ist eine Sonderform des Stangenmagazins und wird heutzutage fast ausschließlich bei Sturmgewehren und Maschinenpistolen benutzt. Bei diesen Waffen werden vorwiegend Patronen mit konischen Hülsen verwendet (z. B. 5,56 × 45 mm NATO) oder – wie beim Bren – Patronen mit Rand (.303 British). Um einen gleichmäßigen Federdruck auf die Patronen ausüben zu können, ist das Magazin gekrümmt – der Grad der Krümmung hängt vom verwendeten Patronentyp ab. Kurvenmagazine haben häufig Sicken oder Versteifungsrippen, damit sie stabiler sind. Kurvenmagazine aus transparentem, faserverstärktem Kunststoff haben den Vorteil, dass ihr Füllstand besser abgelesen werden kann; zudem haben sie ein geringeres Gewicht, sind korrosionsbeständiger und günstiger. Im Vergleich zu Metall ist die Wärmeleitfähigkeit geringer, wodurch sich die Kunststoffmagazine bei extremen Temperaturen weniger heiß bzw. kalt anfühlen. Einige Magazine, z. B. das des SIG 550, sind zusammensteckbar. Das Magazin lässt sich durch die dafür vorhandenen Koppelelemente allerdings schwieriger in die Magazintasche einstecken bzw. aus ihr herausziehen.
Das Magazin des Chauchat-MG ist U-förmig, da die französische 8-mm-Lebel-Patrone eine stark konische Form und einen breiten Rand hat.

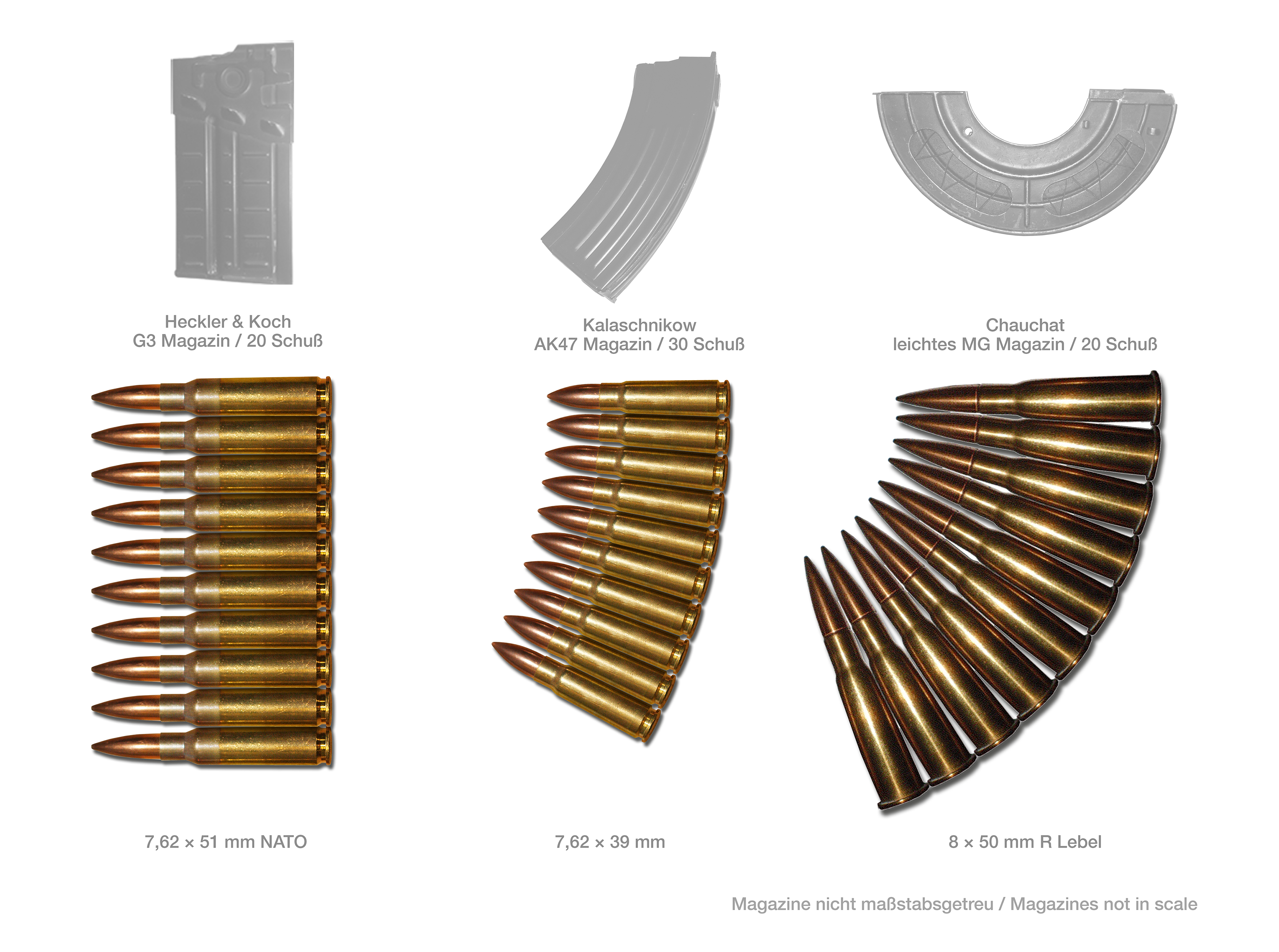
Schematische Darstellung verschiedener Bauweisen von Patronenmagazinen, bedingt durch die Form der Munition
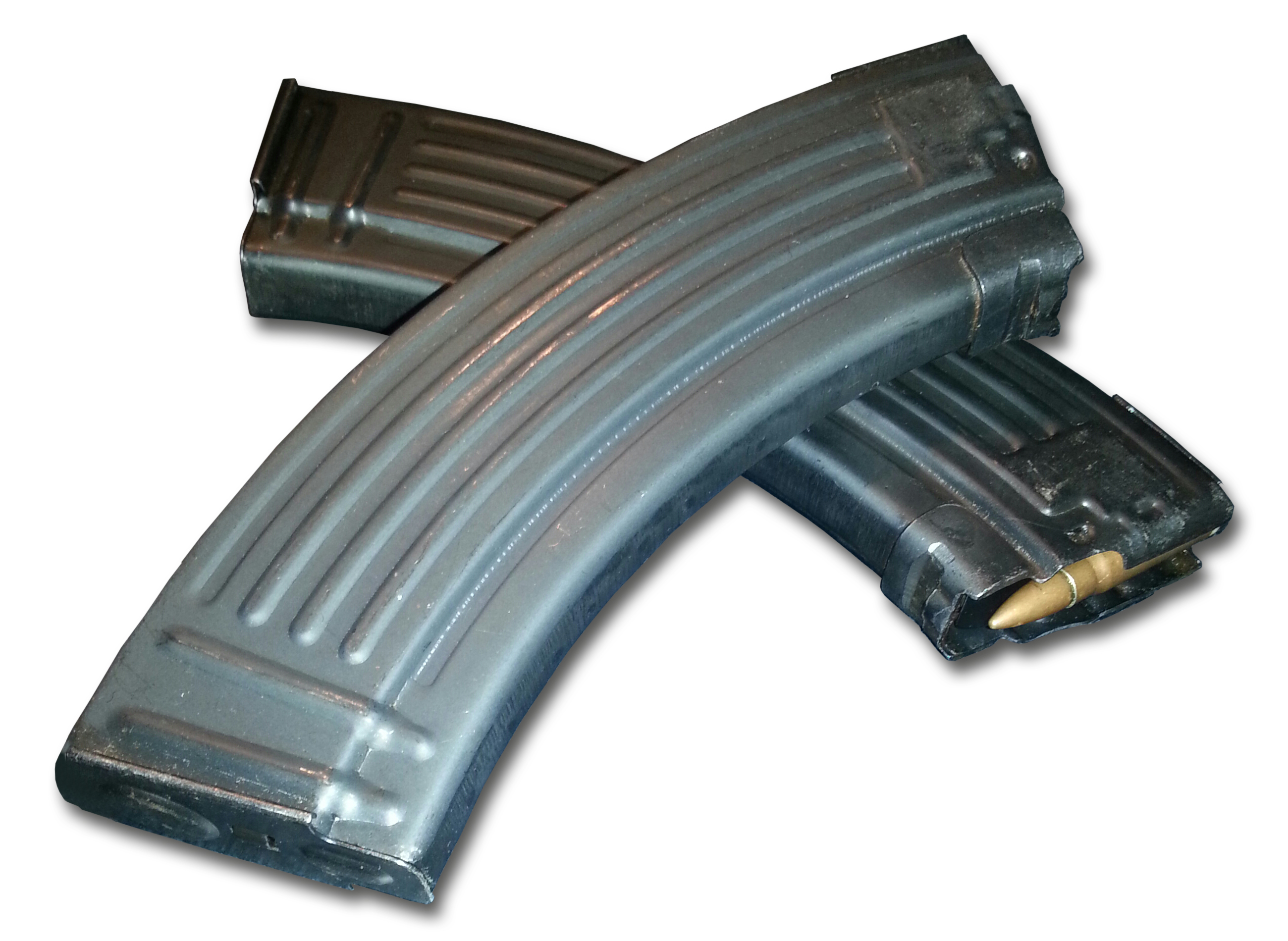
Kalaschnikowmagazine (7,62 × 39 mm)
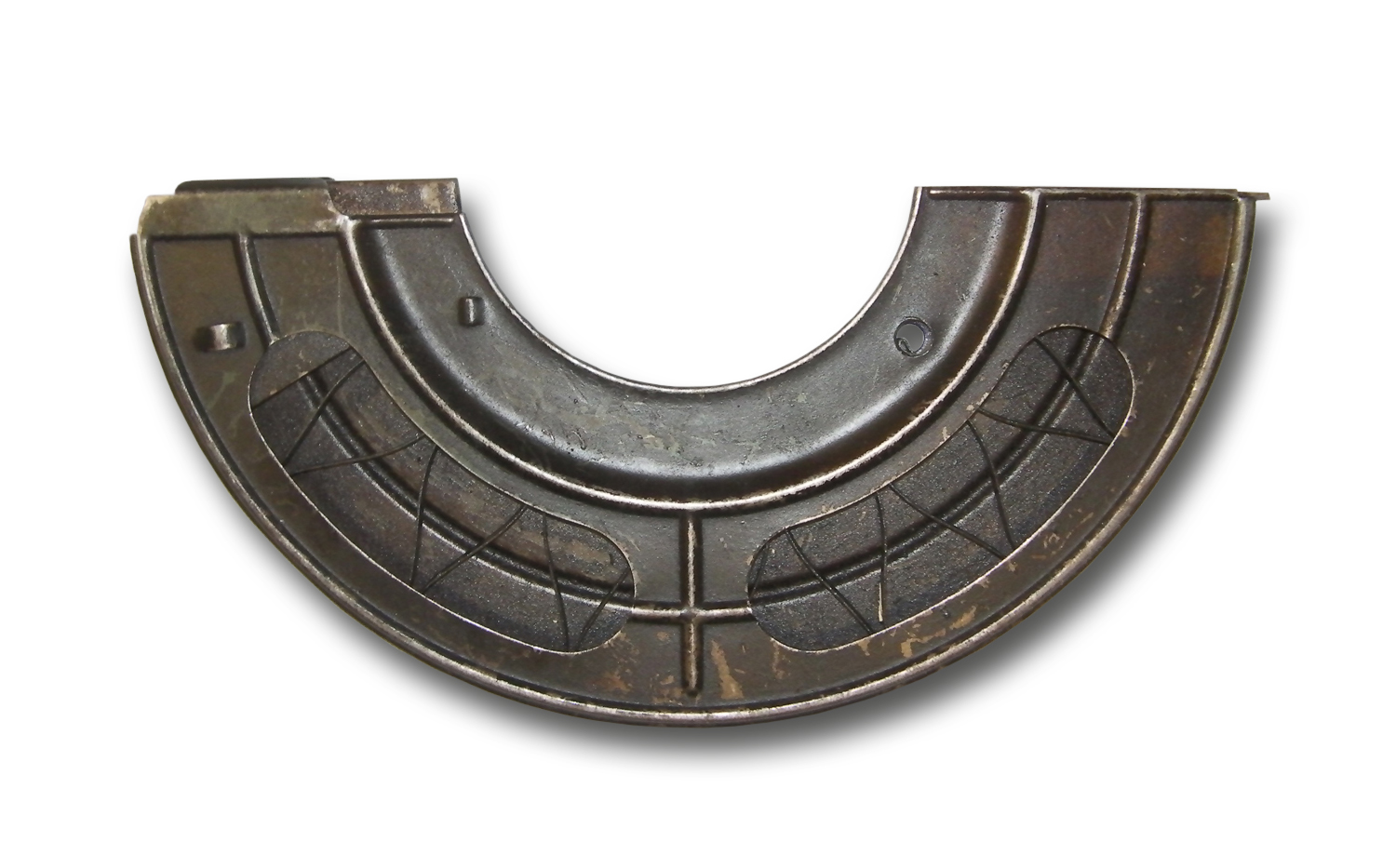
Chauchatmagazin
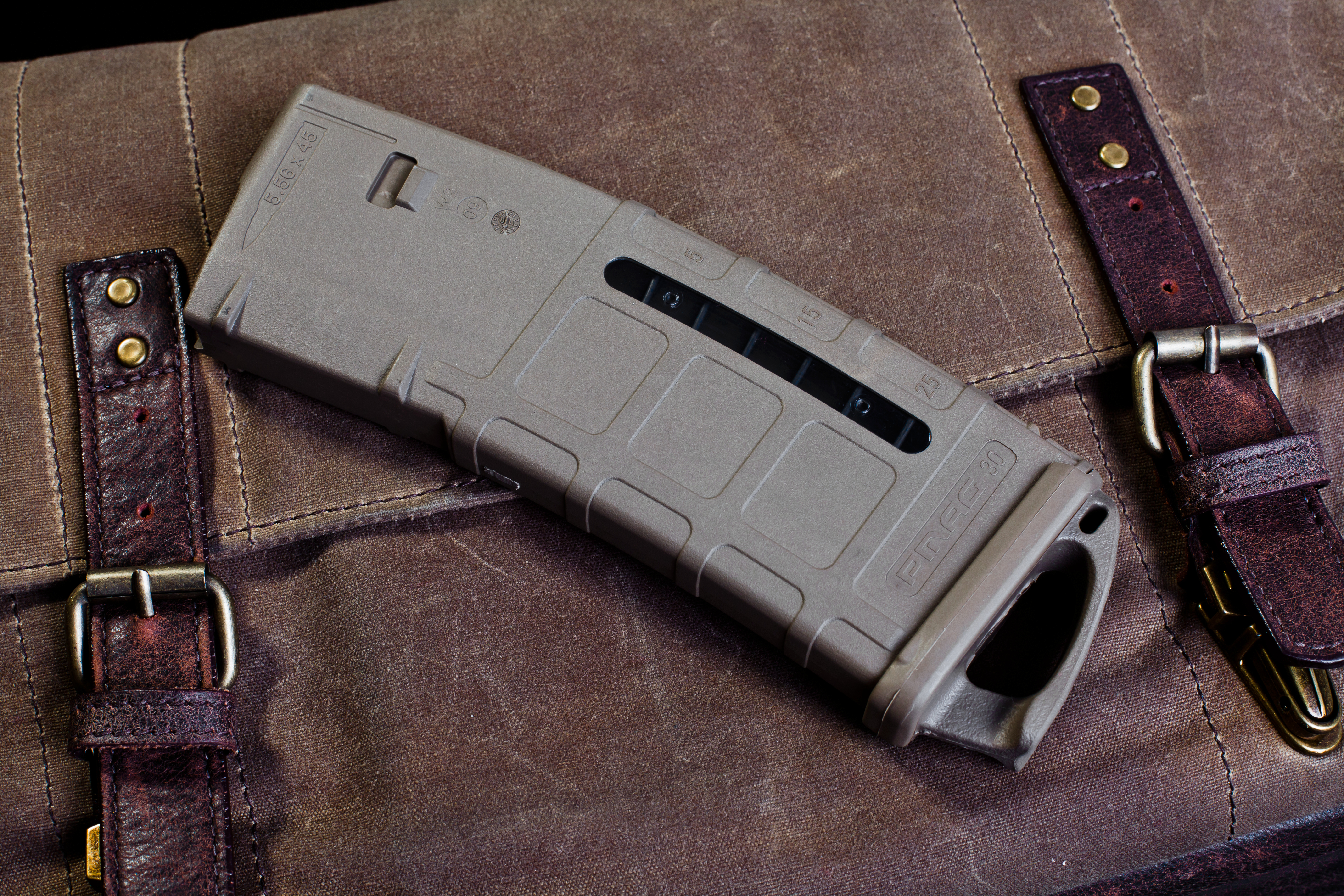
STANAG-Magazin mit Sichtfenster und Ranger Plate zum einfacheren Herausziehen aus einer Magazintasche

## Tellermagazin
Das Tellermagazin wurde während der Weltkriege bei einigen Maschinengewehren verwendet, zum Beispiel beim englischen Lewis und beim sowjetischen lMG DP. Ein Beispiel für eine Maschinenpistole mit Tellermagazin ist die Voere AM 180 Automat mit einer Kapazität von 176 Patronen im Kaliber .22 lfB.
Das Tellermagazin befindet sich flach über dem Verschluss der Waffe. Die Patronen sind mit der Spitze nach innen radial angeordnet, werden im Kreis geschoben und nach unten in den Verschluss gedrückt.

## Trommelmagazin
Ein Trommelmagazin funktioniert ähnlich wie ein Stangenmagazin – der Behälter und die entsprechende Feder sind allerdings spiralförmig angeordnet, dieser Magazintyp findet sich heutzutage vor allem bei Sturmgewehren, um diese als lMG verwenden zu können. Bei den im Zweiten Weltkrieg eingesetzten Thompson-1928A1-Maschinenpistolen konnten wahlweise Stangenmagazine mit 20 oder 30 Schuss oder Trommelmagazine mit 50 Schuss verwendet werden. Auch für die sowjetische PPSch-41 gab es Kurvenmagazine mit 35 Schuss oder Trommeln mit 71 Schuss. Bei den deutschen Maschinengewehren MG 13 und MG 15 und selten beim MG 34 wurden auch Doppeltrommeln verwendet. Auch für das Sondermodell Lange Pistole 08 („Ari-08“) war ein Trommelmagazin mit 32 Patronen verfügbar.
Die Ordonnanzwaffe der Bundeswehr, das HK G36, kann ebenso mit einem Beta-C-Doppeltrommelmagazin ausgerüstet werden.
Trommelmagazine wurden auch in zivilen Waffen wie dem Ruger-10/22-Gewehr von Sturm, Ruger & Co., dem Mannlicher-Schönauer-Gewehr und den von Savage in den USA ab 1895 hergestellten Unterhebel-Repetiern verwendet.
Optische Ähnlichkeit mit dem Trommelmagazin hat die Gurttrommel, die aber als Gurtkasten einen aufgerollten Munitionsgurt enthält. Die bekanntesten Beispiele sind das MG 08/15, das MG 34, das MG 42 und das sowjetische RPD.
Das Trommelmagazin darf nicht mit der Trommel eines Revolvers verwechselt werden. Richtig ist, dass die Trommel bei einem Revolver zwar auch als Magazin dient, jedoch bildet sie gleichzeitig das Patronenlager, also den Ort, an dem die Patrone gezündet wird.
Trommelmagazine gelten im Vergleich zu Stangenmagazinen als weniger zuverlässig. Außerdem sind sie sperriger, teurer und schwieriger zu laden.

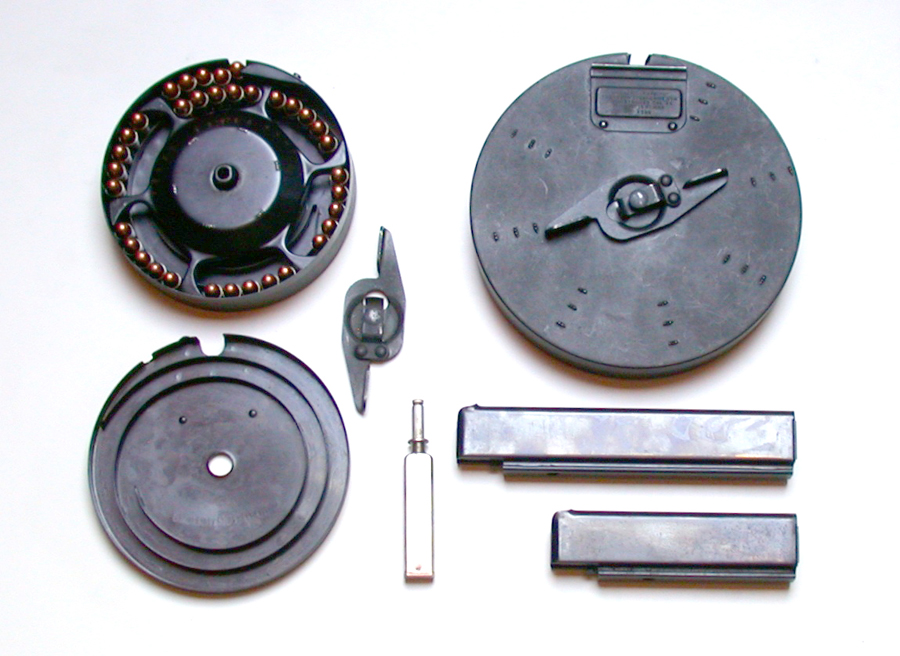
50- und 100-Schuss-Trommelmagazine und 20- und 30-Schuss-Stangenmagazine für die Thompson-Maschinenpistole
Beta-C-Doppeltrommel-Magazin
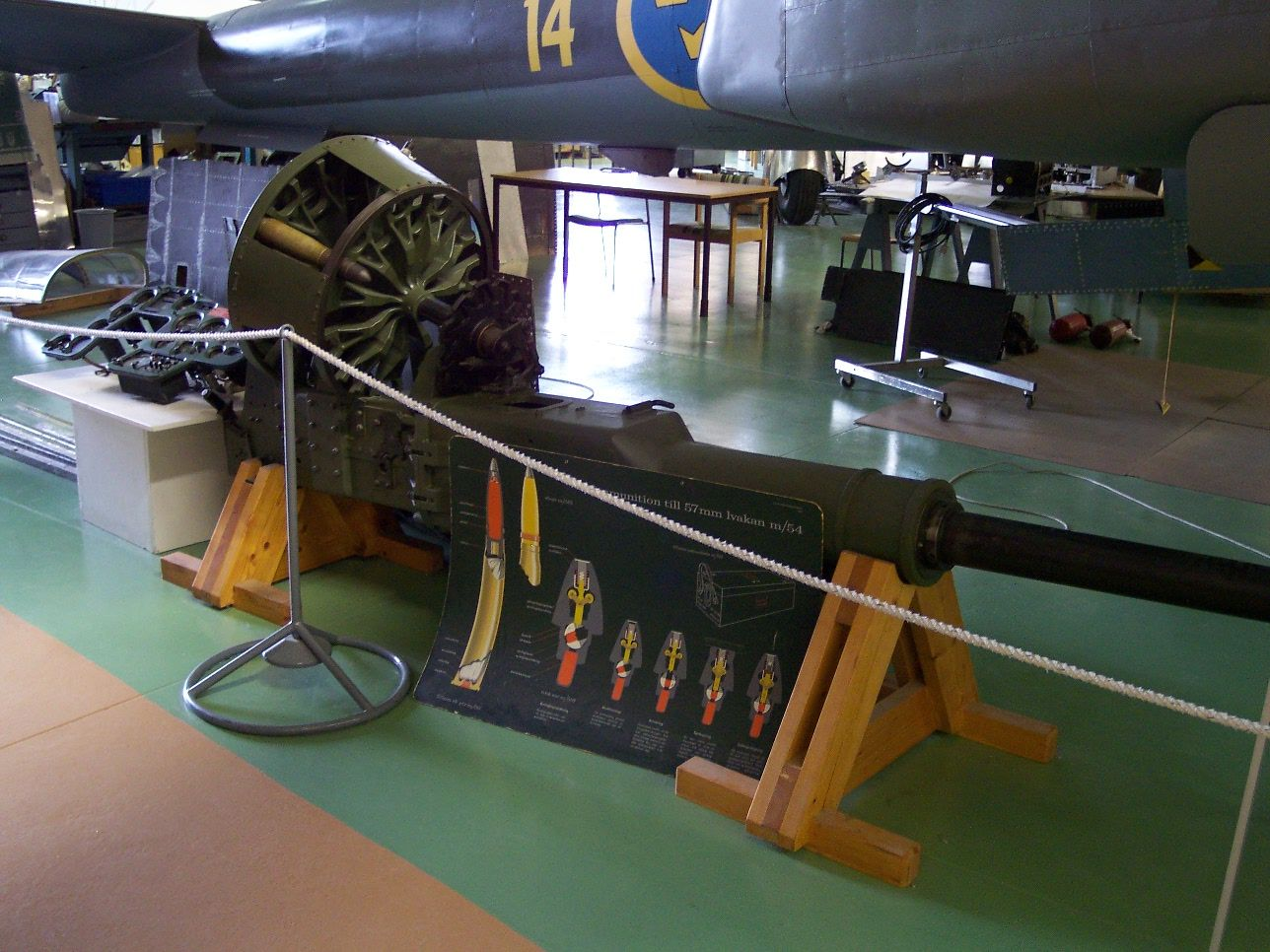
Bofors 57 mm m/47 mit 40-Schuss-Trommelmagazin

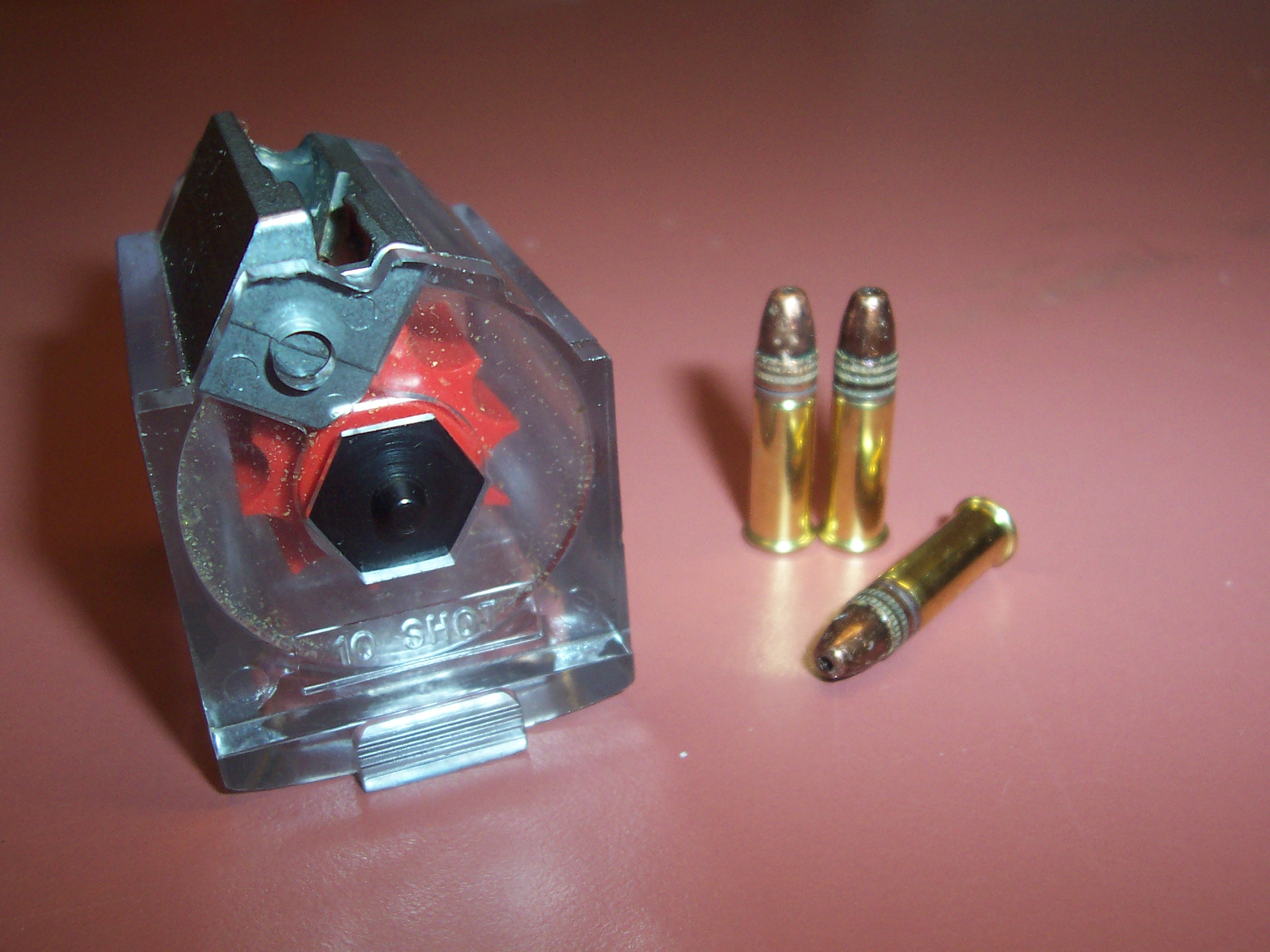
Trommelmagazin des Ruger 10/22, Patronenvortrieb mit Feder
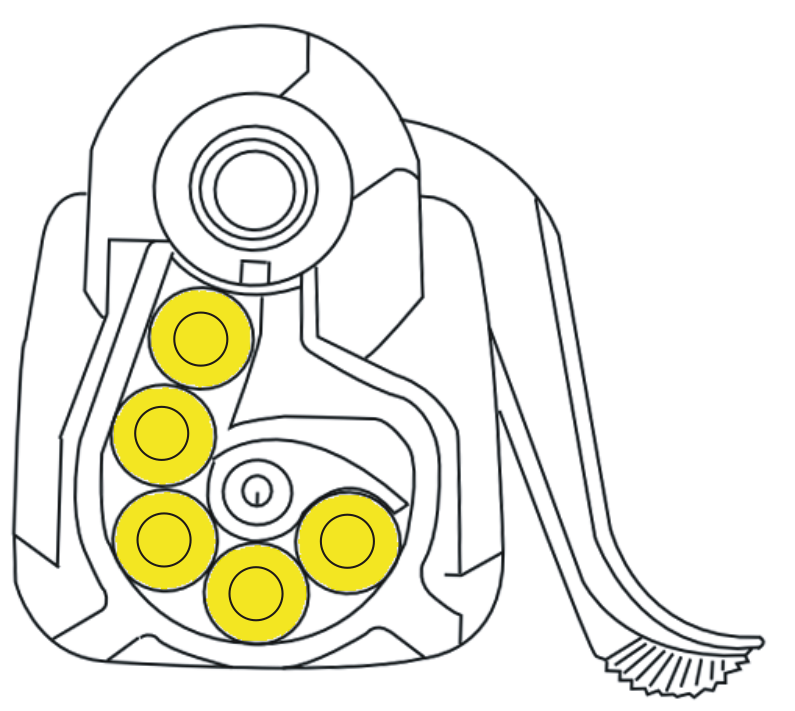
5-Schuss-Trommelmagazin einer Steyr SSG 69
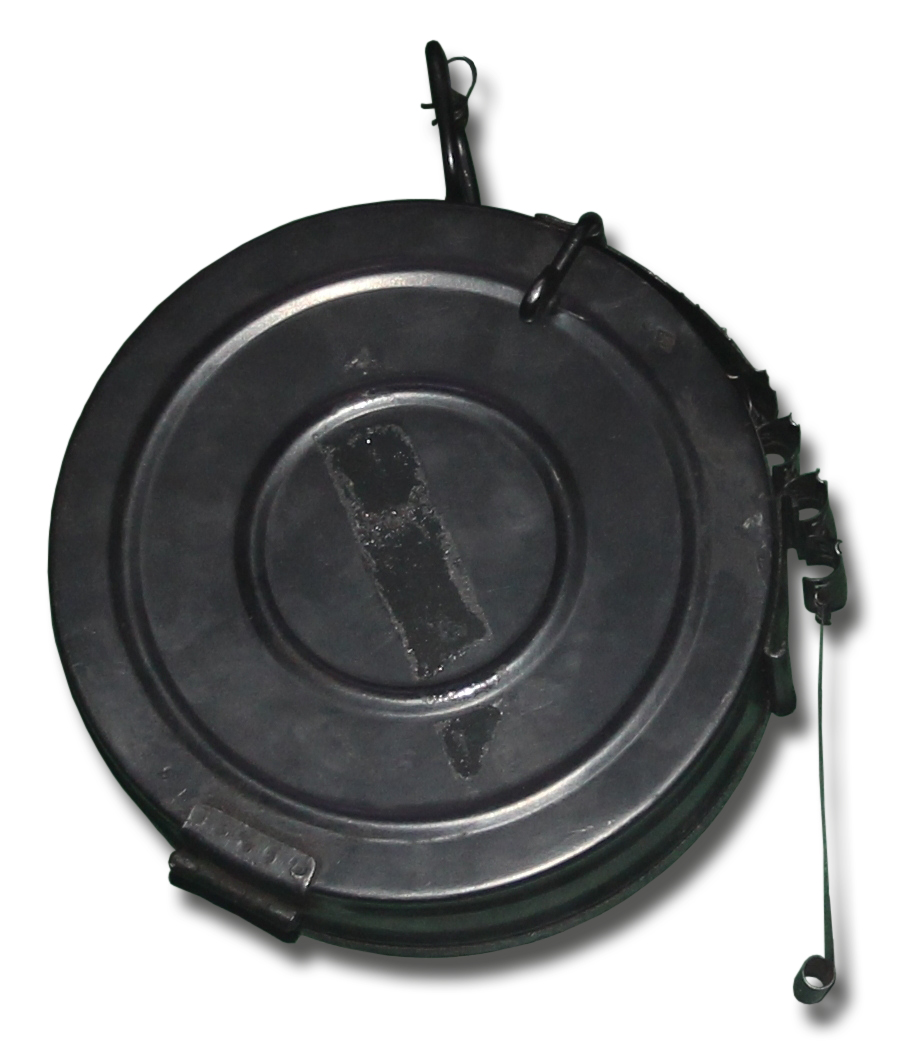
Gurttrommel eines RPD-MGs

## Röhrenmagazin

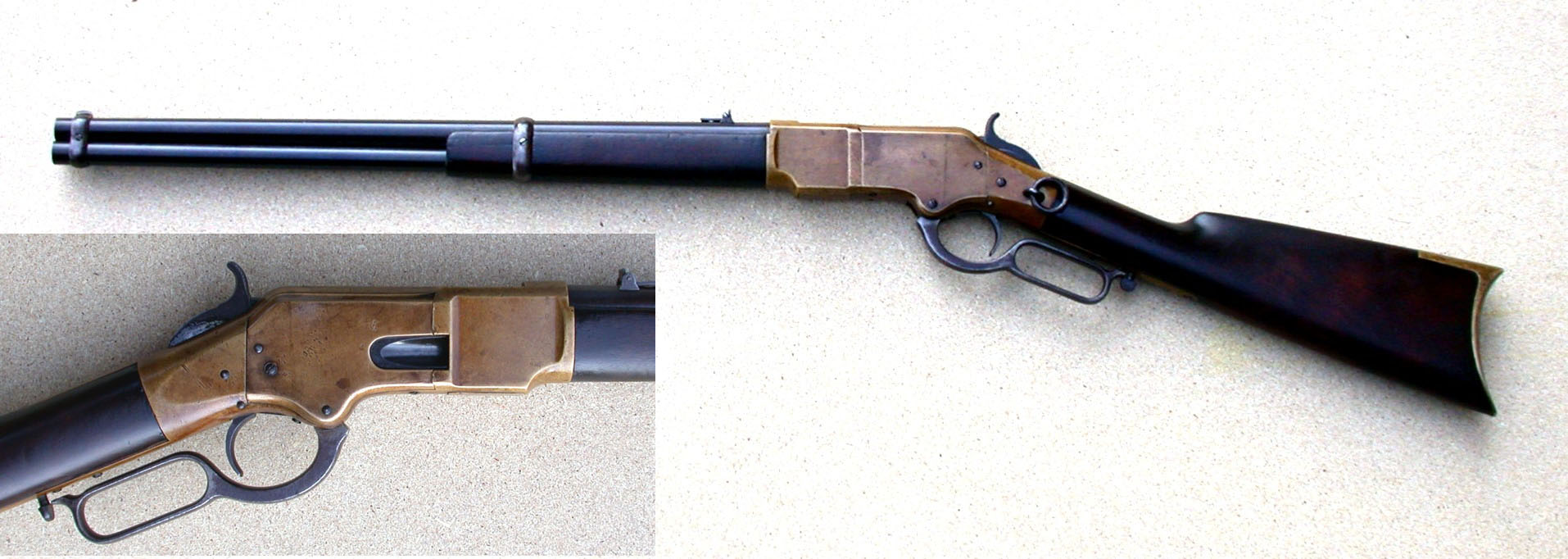
Winchester Model 1866, Röhrenmagazin, Magazin-Ladeöffnung im Verschlussgehäuse

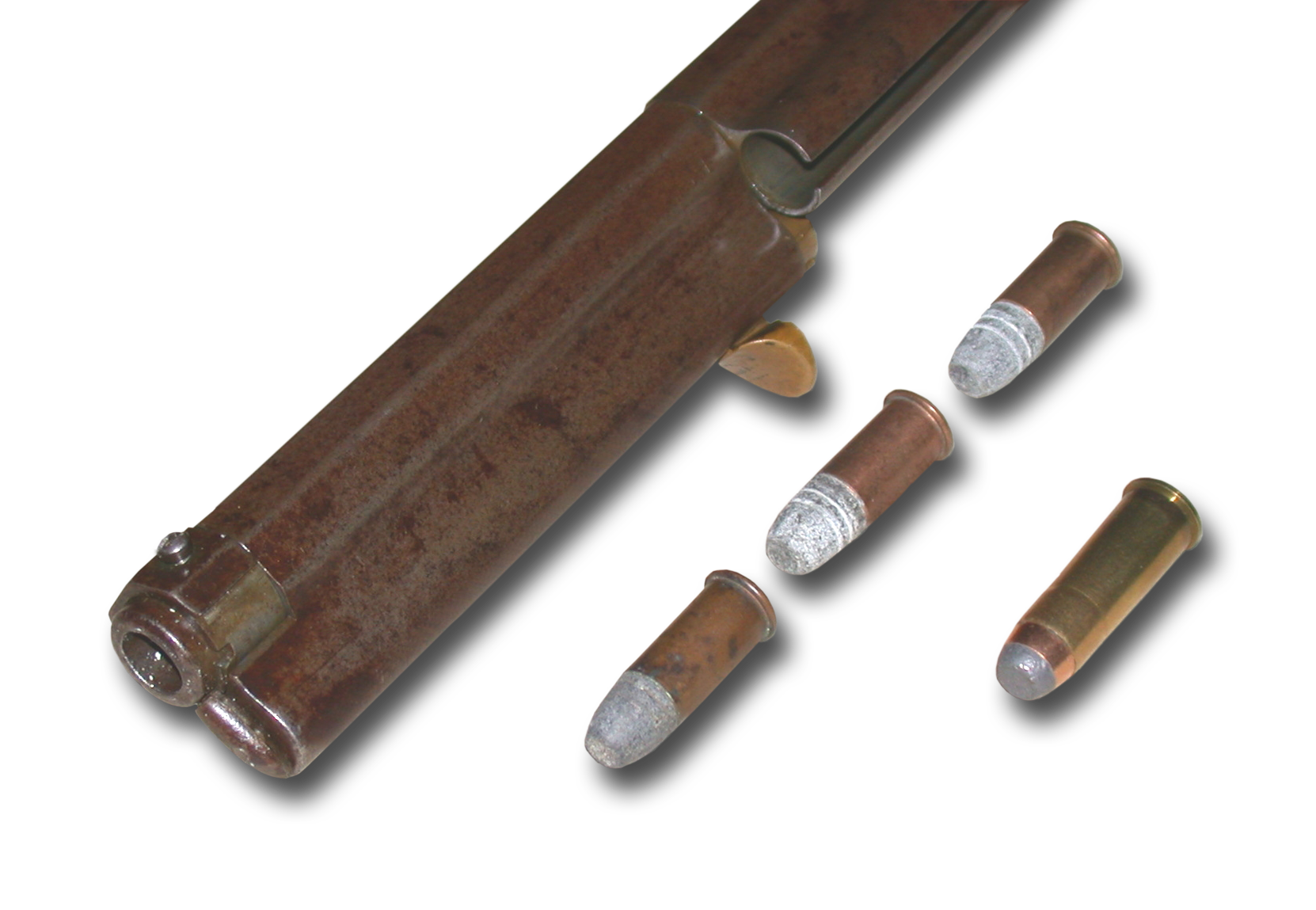
Offenes Röhrenmagazin eines Henry-Gewehrs, vorne zum Beladen geöffnet, Zuführer

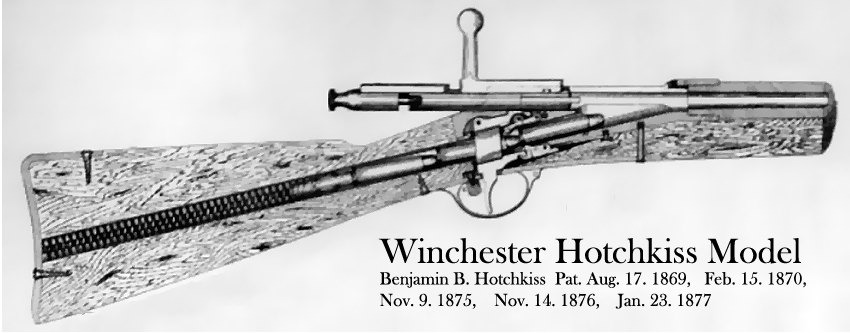
Winchester-Hotchkiss Model 1879, Röhrenmagazin im Kolben

Die meisten Unterhebelrepetierer und Vorderschaftrepetierflinten verfügen über ein Röhrenmagazin. Im neunzehnten Jahrhundert, vor der Einführung der Spitzgeschosse, wurden Röhrenmagazine auch bei Militärgewehren verwendet, zum Beispiel beim von Alfred von Kropatschek entwickelten Kropatschek-Gewehr, dem Vetterligewehr und dem französischen Lebel-Gewehr.
Ein Röhrenmagazin ist ein unter dem Lauf befestigtes oder im Kolben untergebrachtes Rohr, das die Patronen enthält. Durch Federdruck wird die Patrone in Position gebracht und durch das Vorschieben des Verschlusses ins Patronenlager nachgeschoben. In der Regel werden unter dem Lauf liegende Röhrenmagazine von hinten durch eine Ladeöffnung geladen. Liegt das Magazin im Kolben wie beim FN-Browning Selbstladegewehr cal 22, so muss zum Laden eine Röhre mit der Nachschubfeder entfernt und nachher wieder eingeschoben werden. Ein Austausch des ganzen Magazins ist nicht vorgesehen, Röhrenmagazine sind fest mit der Waffe verbunden.
In Röhrenmagazinen liegen die Patronen hintereinander. Bei Zentralfeuerpatronen mit Spitzgeschossen besteht die Gefahr, dass eine Geschossspitze das Zündhütchen der davorliegenden Patrone zündet. Aus diesen Gründen sollen Röhrenmagazine mit Randfeuer- oder Zentralfeuerpatronen nur mit Rund- oder Flachkopfgeschossen geladen werden.
Bei Flinten bestehen diese Probleme nicht, da Schrotpatronen in der Regel vorne flach bzw. rund sind. Flintenlaufgeschosse (FLG) haben konstruktionsbedingt Spitzen, die FLG-Patronen sind vorne offen, um sie durch Tasten von Schrotpatronen unterscheiden zu können. Wenn die Geschossspitze aus der Patrone ragt, besteht die Gefahr einer Zündung im Magazin, es gibt deshalb spezielle Patronen für Flinten mit Röhrenmagazin.
Ein Nachteil der Waffen mit Röhrenmagazin ist die Schwerpunktverlagerung beim Leerschießen der Waffe. Bei Kleinkalibergewehren kommt dies jedoch nicht zur Geltung, weshalb vor allem in den USA noch immer viele solcher Waffen hergestellt werden. Auch bei kurzen Vorderschaftflinten ist dies kein Problem, schließlich gelten sie nicht als Präzisionswaffen.

## Helixmagazin

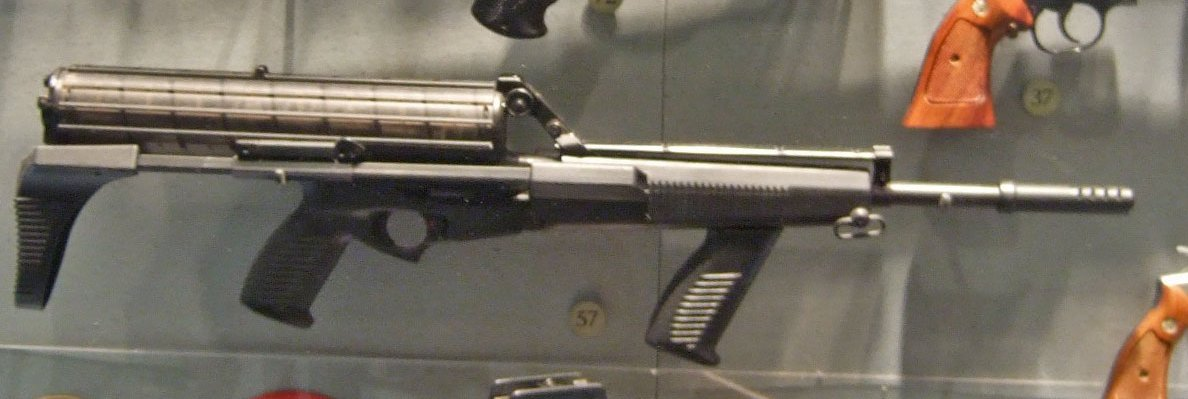
Calico M960 mit Schneckenmagazin

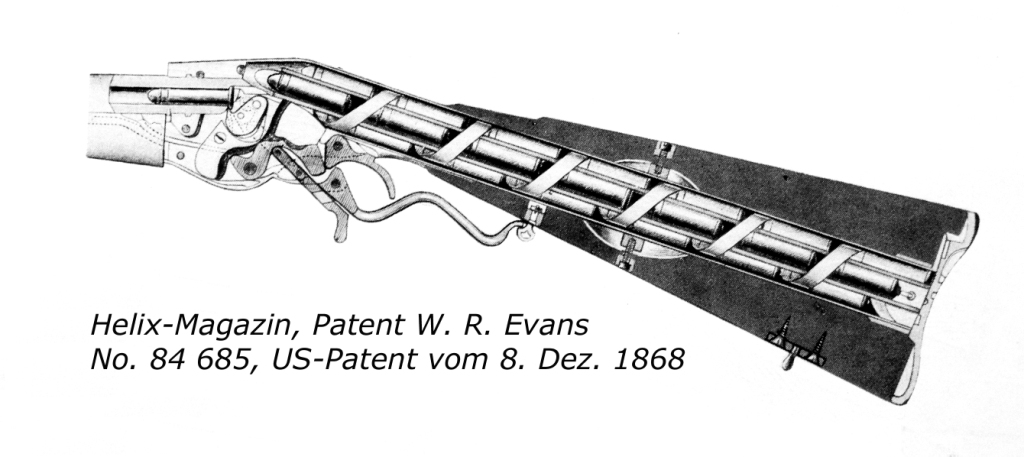
Helix-Magazin, Patent W.R. Evans 1868

Das Helix- bzw. Schneckenmagazin ist eine Mischung aus Röhren- und Trommelmagazin und ermöglicht eine hohe Kapazität bei gleichzeitig kompakter Bauweise der gesamten Waffe. Zur Zuführung der Patronen dient eine im Magazinrohr liegende Archimedische Schraube, die beim Nachladen durch Rotation die nächste Patrone in Position bringt. Schneckenmagazine kommen hauptsächlich bei Maschinenpistolen, wie zum Beispiel der russischen PP-19 Bison oder der Calico M950 zum Einsatz. In wenigen Stücken wurde außerdem die in der Presse oft genannte Pistole von Vörös gebaut.
Das Prinzip des Schneckenmagazins wurde bereits 1868 vom US-amerikanischen Erfinder Warren Evans zum Patent angemeldet und im Evans-Gewehr verwendet. Das Magazin liegt im Gewehrkolben und fasst je nach Munitionsart zwischen 28 und 34 Patronen.
Nachteilig ist die höhere Komplexität des Magazins. Außerdem ist es schwieriger zu laden und verursacht häufiger Ladehemmungen.

## Rechtslage (Deutschland)
Magazine sind keine waffenrechtlich relevanten Teile, da sie im Waffengesetz nicht unter den „wesentlichen Teilen“ einer Schusswaffe aufgeführt sind; insofern können sie frei erworben werden. Dennoch gelten Einschränkungen für Jäger und Sportschützen. So ist es verboten, „mit halbautomatischen Langwaffen, die mit insgesamt mehr als drei Patronen geladen sind, sowie mit automatischen Waffen auf Wild zu schießen“ (§19 Bundesjagdgesetz).
Sportschützen dürfen den Schießsport bei der Verwendung von halbautomatischen Langwaffen mit Magazinen einer maximalen Kapazität von zehn Schuss ausüben. Bei anderen Waffen (alle Langwaffen mit Ausnahme der halbautomatischen Langwaffen sowie allen Kurzwaffen) gelten keine derartigen Einschränkungen.
Seit der 3. Waffenrechtsänderung 2020 wurde für den Besitz von Magazinen in Deutschland festgelegt:
- „Magazine für Langwaffen mit einer Kapazität von mehr als zehn Schuss und für Kurzwaffen mit einer Kapazität von mehr als 20 Schuss sind verboten. Magazine, die sowohl in Lang- als auch in Kurzwaffen passen, gelten als Magazine für Kurzwaffen, es sei denn, der Besitzer verfügt auch über eine dazu passende Langwaffe.“[5]